# 953 Painleva
953 Painleva là một tiểu hành tinh bay quanh Mặt Trời. Nó được phát hiện ngày 29 tháng 04 1921 bởi một nhà thiên văn học người Nga Benjamin Jekhowsky.